# 望湖信号場
望湖信号場（マンホしんごうじょう）または望湖駅（マンホえき）は、大韓民国慶尚北道安東市にかつて存在した韓国鉄道公社（KORAIL）の信号場である。

## 路線
- 韓国鉄道公社
  - 中央線

## 歴史
- 2020年9月23日 - 武陵駅 - 丹村駅間が新線に切り替え。
- 2020年11月12日 - 開業[1]。
- 2024年5月11日 - 信号場としての取扱中止。
- 2024年9月27日：正式に廃止[2]。

## 隣の駅
韓国鉄道公社
中央線
安東駅 - 望湖信号場 - (業洞信号場) - 義城駅